# Chae Yoo-Jung
Chae Yoo-Jung (en hangul: 채유정, 9 de mayo de 1995) es una deportista surcoreana que compite en bádminton. Ganó una medalla de oro en el Campeonato Mundial de Bádminton de 2023, en la prueba de dobles mixto.

## Palmarés internacional
| Campeonato Mundial | Campeonato Mundial     | Campeonato Mundial | Campeonato Mundial |
| Año                | Lugar                  | Medalla            | Prueba             |
| ------------------ | ---------------------- | ------------------ | ------------------ |
| 2023               | Copenhague (Dinamarca) | Medalla de oro     | Dobles mixto       |